# Philodendron hatschbachii
Philodendron hatschbachii é uma espécie de planta do gênero Philodendron e da família Araceae. 

## Taxonomia
A espécie foi descrita em 1998 por Simon Joseph Mayo e Marcus A. Nadruz. 

## Forma de vida
É uma espécie hemiepífita, herbácea e trepadeira. 

## Descrição
| Raiz           | Raiz                                                                                 |
| -------------- | ------------------------------------------------------------------------------------ |
| raiz           | grampiforme/alimentadora                                                             |
| Caule          |                                                                                      |
| caule          | internó curto                                                                        |
| Folha          |                                                                                      |
| bainha         | inconspícua                                                                          |
| pecíolo        | conspícuo/cilíndrico/verde                                                           |
| laminar        | inteira/elíptica/oblonga/base arredondada/3 a 5                                      |
| margem         | inteira                                                                              |
| Inflorescência |                                                                                      |
| simpodial      | axial                                                                                |
| pedúnculo      | curto menor que a espata/cilíndrico                                                  |
| espata         | levemente constrita/tubo face externa interna verde claro/lâmina externa/verde claro |
| espádice       | subséssil                                                                            |
| Flor           |                                                                                      |
| estame         | curto                                                                                |
| estaminódio    | curto                                                                                |
| gineceu        | ovoide/cilíndrico                                                                    |
| ovário         | ovoide/subcilíndrico                                                                 |
| lóculo         | 10                                                                                   |
| óvulo          | 4                                                                                    |
| placentação    | sub-basal                                                                            |
| estigma        | desconhecido                                                                         |
| Fruto          |                                                                                      |
| baga           | desconhecida                                                                         |
| Semente        |                                                                                      |
| semente        | desconhecida                                                                         |

## Conservação
A espécie faz parte da Lista Vermelha das espécies ameaçadas do estado do Espírito Santo, no sudeste do Brasil. A lista foi publicada em 13 de junho de 2005 por intermédio do decreto estadual nº 1.499-R. 

## Distribuição
A espécie é encontrada nos estados brasileiros de Espírito Santo e Rio de Janeiro. 
A espécie é encontrada no domínio fitogeográfico de Mata Atlântica, em regiões com vegetação de floresta ombrófila pluvial.